# Suhoj Su-24 Fencer
Suhoj Su-24 (NATO oznaka: Fencer - mečevalec) je nadzvočni jurišnik z gibljivimi krili, ki so ga zasnovali v Sovjetski zvezi pri biroju Suhoj. Dvomotorno letalo lahko operira v vseh vremenskih pogojih. Pilot in kopilot (orožnik) sedita vzporedno, eden poleg drugega. Letalo še vedno uporabljajo bivše članice Sovjetske zveze in drugi uporabniki po svetu.
Suhoj je že pri načrtovanju Suhoj Su-7 dobil zahtevo, da mora jurišnik biti sposoben bojnih nalog ne glede na vreme. Su-7 je bil premajhen za vso potrebno avioniko. Zato je OKB-794 začel z razvojem novega letala s kodnim imenom Puma. Tudi v Ameriki so začeli z razvojem novega letala, ki je potem postal F-111. F-111 je tudi imel gibljiva krila za večji bombni tovor, dolet in penetracijo na nizkih višinah. Su-24 je prvič poletel 12. julija 1967.
Suhoj je sprva hotel zasnovati manj kompleksno letalo, brez gibljivih kril. . Dizjaniral in zgradil je S-6 z delta krili in dvema Tumanski R-21F-300 turboreaktivnima motorjema. Pozneje so prekinili razvoj tega letala.
Leta 1964 je Suhoj začel z delom na S-58M baziran na Suhoj Su-15. Medtem so Sovjetske letalske sile podale zahtevo za STOL letalo z možnostjo penetracije na nizkih višinah pri nadzvočnih hitrostih. Pilota sta sedela eden pleg drugega, ker je velik Orion radar potreboval velik frontalni presek.
Su-22 je dobil oznako T-6. Prvi prototip T-6-1 so končali maja 1967, prvi polet je bil julija istega leta. Zamenjali so tudi R-27 motorje s Lyulka AL-21F.

## Tehnične specifikacije (Su-24MK)
- Posadka: 2 (pilot in orožnik)
- Dolžina: 22,53 m (73 ft 11 in)
- Razpon kril: 17,64 m z razprtimi krili, 10,37 m z zloženimi krili
- Višina: 6,19 m (20 ft 4 in)
- Površina kril: 55,2 m² (594 ft²)
- Prazna teža: 22 300 kg (49 165 lb)
- Naložena teža: 38 040 kg (83 865 lb)
- Maks. vzletna teža: 43 755 kg (96 505 lb)
- Motorja: 2 × Saturn/Lyulka AL-21F-3A turboreaktivna z dodatnim zgorevanjem
- Potisk motojev: 75 kN (brez dodatnega zgorevanja) vsak; 109,8 kN (z dodatnim zgorevanjem) vsak
- Kapaciteta goriva: 11 100 kg (24 470 lb)

- Maks. hitrost: 1 315 km/h (710 vozlov, 815 mph, Mach 1,08) na nivoju morja; Mach 1,35 (1 654 km/h) na visoki višini
- Bojni radij: 615 km v načinu (nizko-nizko-nizko) s 3 000 kg (6 615 lb) orožja in dodatnimi tanki
- Največji dolet: 2 775 km (1 500 nm, 1 725 mi)
- Višina leta (servisna): 11 000 m (36 090 ft)
- Hitrost vzpenjanja: 150 m/s (29,530 ft/min)
- Obremenitev kril: 651 kg/m² (133 lb/ft²)
- Razmerje potisk/teža: 0,60
- Omejitev G-sile: 6 g
- Vzletna razdalja: 1 550 m (5 085 ft)
- Pristajalna razdalja: 1 100 m (3 610 ft)

- Orožje:
- 1 × 23 mm GSh-6-23 top, s 500 kroglami
- Do 8 000 kg (17 640 lb) orožja na 8 nosilcih
- do 4 × Kh-23/23M; do 4 × Kh-25ML lasersko vodene rakete; do 2 × Kh-28, Kh-58E ali Kh-58E-01 ali Kh-31P ARMS; do 3 × Kh-29L/T lasersko/TV-vodene rakete zrak-zemlja; do 2 × Kh-59 ali Kh-59ME TV-vodene rakete; Kh-31A protiladijske rakete, S-25LD lasersko vodene rakete, KAB-500KR TV-vodene in KAB-500L lasersko vodene bombe
- Nevodene rakete  240 mm S-24B ali 340 mm S-25-OFM
- Drugo orožje: bombe AB-100, AB-250 M54 ali M62 ali AB-500M-54
- termobarične bombe ODAB-500M, kasetne bombe RBK-250 ali RBK-500, zunanji top SPPU-6,
- zunanji tanki za gorivo PTB-2 000 (1 860 l) ali PTB-3 000 (3 050 l) in taktično jedrsko orožje
- 2 × R-60 ali R-60MK rakete zrak-zrak za samoobrambno, možno tudi R-73E za modernizirane različice